# Quirino Colombani
Quirino Colombani (Correggio, 1668 ca. – Roma?, 6 gennaio 1711) è stato un compositore e violoncellista italiano.

## Biografia
Nato a Correggio, non è noto dove abbia ricevuto la sua prima formazione. Stabilitosi a Roma, vi studiò con Giovanni Bicilli. La sua attività è documentata dal 1692, quando partecipa come suonatore di violone alle musiche per la festa patronale di S. Lorenzo in Damaso patrocinate dal cardinale Ottoboni.

Nella quaresima del 1695 debuttò come compositore con l'oratorio latino Iahelis de Sisara triumphans (testo Antonio Checchi, eseguito nel quatro venerdì di quaresima all'oratorio del Ss. Crocifisso di S. Marcello. Nel 1696 faceva parte nella cerchia del marchese Francesco Maria Ruspoli, come si deduce dal frontespizio del libretto dell'oratorio latino Moysis nativitas (testo Antonio Checchi), seguito ancora al Ss. Crocifisso di S. Marcello, in cui è qualificato come «aulicus» (servitore) del nobiluomo. Altri suoi oratori furono regolarmente eseguiti presso questa stessa istituzione fino al 1702.

Nel marzo 1696 fu nominato coadiutore del maestro di cappella di S. Maria in Vallicella (Chiesa nuova) Giovanni Bicilli. All'oratorio della Vallicella furono eseguiti alcuni suoi oratori: La fede trionfante nella caduta di Gerosolima (1702; testo Pietro T. Vagni), con il patrocinio del principe Livio Odescalchi; Le glorie della fede promosse da s. Filippo Neri nella compilatione degli Annali Ecclesiastici (1704; testo Domenico De Martinis), con il patrocinio di mons. Annibale Albani, nipote del pontefice Clemente XI; San Lorenzo (1705; testo Filippo Cristofari), con il patrocinio del cardinale Sperello Sperelli.

Nel 1704 la sua cantata Il genere umano consolato venne eseguita nel palazzo Apostolico per la notte di Natale. Compose la musica della cantata L'Apollo (testo Massimo Scarabelli), commissionatagli dall'Accademia di S. Luca per la festa annuale di pittura, scultura e architettura, celebrata in Campidoglio il 6 maggio 1706. La cantata fu eseguita dal soprano Francesco Besci, detto Paoluccio, accompagnato dall'orchestra diretta dal violinista Arcangelo Corelli. In occasione del «giorno natalizio del principe Alessandro di Polonia», compose la musica della cantata a tre voci con strumenti La gloria innamorata (testo dell'abate Giacomo Buonaccorsi), eseguita nel palazzo della regina Maria Casimira di Polonia nel 1709.

Stando al profilo biografico che ne fece il contemporaneo Giuseppe Ottavio Pitoni, Colombani fu così «vario di cervello», vale a dire piuttosto volubile, che se ne andò da Roma per accettare un posto di maestro di cappella a Ronciglione; si recò poi in varie città, tra cui Napoli, e fece ritorno nella sua terra d'origine dove entrò al servizio del marchese d'Este. In seguito rientrò a Roma per essere poi riassunto nella carica di maestro di cappella a Ronciglione. 

Morì a Roma o nelle vicinanze il 6 gennaio 1711 per un incidente di caccia.

Compose oratori, cantate, canoni, brani di musica sacra e strumentale, tra cui due sonate per violoncello e una per oboe.

Di lui restano due ritratti a penna eseguiti dal pittore Pier Leone Ghezzi a Filacciano (Roma), feudo dei marchesi Del Drago, durante la villeggiatura del 1708: uno lo mostra in «tenuta da caccia» e l'altro in veste «da camera».

## Composizioni

### Oratori
- Iahelis de Sisara triumphatrix (Antonio Checchi), Roma, Ss. Crocifisso di S. Marcello, 1695
- Moysis nativitas (testo A. Checchi), Roma, Ss. Crocifisso di S. Marcello, 1696
- David penitentia invicta (A. Checchi), Roma, Ss. Crocifisso di S. Marcello, 1699
- San Valentino vescovo, martire, cittadino e principal protettore della città di Terni (A. Checchi), Terni, 1700
- L'ape industriosa in s. Cecilia vergine e martire per la conversione de' ss. Valeriano e Tiburzio (Giovanni Nicola Benedetti), Roma, S. Girolamo della Carità. 1701, e Perugia, oratorio di S. Filippo Neri, 1705 (partiture a Londra, British Library, e Parigi, Bibliothèque Nationale)
- Acta Moysis in deserto ab exitu Maris Rubri ad mansionem in Elim (A. Checchi), Roma, Ss. Crocifisso di S. Marcello, 1702
- La Fede trionfante nella caduta di Gerosolima, Roma, Oratorio della Chiesa Nuova, 1702
- La fuga di David (Domenico Bulgarelli), Roma, 1703
- Le glorie della Fede promosse da s. Filippo Neri nella compilatione degl'annali ecclesiastici (Domenico De Martinis), Roma, Oratorio della Chiesa Nuova, 1704
- San Lorenzo (Filippo Cristofari), Roma, Oratorio della Chiesa Nuova, 1705
- L'inimico riconciliato per s. Giovanni di Dio, Roma, S. Giovanni Calibita, 1706
- S. Romualdo (Romano Merighi), forse Perugia, oratorio di S. Filippo Neri, 1706 (partitura a Napoli, Archivio dei Girolamini)
- S. Francesco (partitura a Parigi, Bibliotèque Nationale)
- La conversione di Clodoveo re di Francia (partitura a Parigi, Bibliotèque Nationale)

### Cantate con strumenti
- Il genere umano consolato (Pompeo Figari), a cinque voci e strumenti, Roma, palazzo Apostolico, notte di Natale, 1704
- L'Apollo (Massimo Scarabelli), per soprano e strumenti, Roma, Campidoglio, festa di pittura, scultura e architettura dell'Accademia di S. Luca
- La gloria innamorata (Giacomo Buonaccorsi), a tre voci e strumenti, Roma, palazzo di Maria Casimira di Polonia, 1709, per il compleanno del principe di Polonia Alessandro Sobieski.
- Fra le rose più vezzose, per soprano, violini (I e II) e violoncello «obligato»

### Cantate a voce sola
- L'Agrippina,
- L'Andromeda,
- La Cleopatra,
- Il Fileno
- Stravaganza «in modo facile»
- Stravaganza «in modo difficile»
- Benché Lidia crudele
- Dimmi ingrato Mirtillo, con violoncello «obligato»
- Odi amato tesoro, con violoncello «obligato»
- Privo di Clori
- Stanco più di soffrire
- Sul margine d'un rio
- Morte e sepoltura d'un core amante («Morto il cor d'un amante»)

### Musica sacra
- Accede ad agni mensam, mottetto per soprano, coro, violini I e II, violoncello e organo
- Serve bone, antifona per canto solo, coro e organo
- Magnificat a 4 voci concertato ad libitum o pieno
- Fuga di un Amen a 8 con violini, trascritta in partitura da Girolamo Chiti

### Musica strumentale
- Sonata per violoncello e basso continuo (Sol maggiore)
- Sonata per violoncello e basso continuo
- Sonata per oboe e basso continuo (Fa maggiore)
- Sonata per due violini e basso continuo (Do maggiore)
- Sonata per due violini, flauto traversiere e basso